# Stade du 16 Novembre
Stade du 16 Novembre – stadion w Maroku, w mieście Oulad Teima, na którym gra tamtejszy klub – Chabab Houara. Mieści 8000 widzów, jego nawierzchnia jest trawiasta.